# Las Rozas de Madrid
Las Rozas de Madrid és un municipi de la Comunitat de Madrid. Limita amb Torrelodones (al nord); Villanueva del Pardillo i Galapagar (a l'oest); el Monte de El Pardo (Madrid) (a l'est) i Majadahonda (al sud) i és un dels pobles de la sierra de Madrid que inclouen part del seu territori dins del Parc Regional de la Cuenca Alta del Manzanares.

## Població
|                                              | Municipi | Zona Oest | Comunitat de Madrid | Any  |
| -------------------------------------------- | -------- | --------- | ------------------- | ---- |
| Població empadronada                         | 68.061   | 382.139   | 5.804.829           | 2004 |
| Homes                                        | 32.914   | 186.756   | 2.806.631           | 2004 |
| Dones                                        | 35.147   | 195.383   | 2.998.198           | 2004 |
| Creixement relatiu població                  | 1,87     | 3,27      | 1,50                | 2004 |
| Grau de joventut                             | 19,29    | 19,24     | 14,43               | 2004 |
| Grau de envelliment                          | 7,82     | 8,44      | 14,56               | 2004 |
| Proporció de dependència                     | 0,37     | 0,38      | 0,41                | 2004 |
| Proporció de reemplaçament                   | 1,34     | 1,32      | 1,32                | 2004 |
| Raó de progressivitat                        | 114,52   | 110,36    | 116,21              | 2004 |
| Taxa de feminitat                            | 1,06     | 1,04      | 1,07                | 2003 |
| Taxa bruta de natalitat                      | 16,98    | 15,06     | 11,23               | 2002 |
| Taxa general de fecunditat                   | 54,97    | 50,62     | 40,64               | 2002 |
| Taxa de nupcialitat                          | 5,78     | 5,38      | 5,35                | 2002 |
| Taxa de mortalitat                           | 5,41     | 4,47      | 6,98                | 2002 |
| Naixements mares menors de 30 anys (%)       | 20,22    | 24,02     | 34,71               | 2002 |
| Defuncions menors de 50 anys (%)             | 6,57     | 10,31     | 8,34                | 2002 |
| Creixement vegetatiu per 1.000 hab           | 11,57    | 10,59     | 4,25                | 2002 |
| Estrangers per 1.000 hab                     | 103,64   | 120,93    | 121,17              | 2004 |
| Dones sobre total estrangers empadronats (%) | 58,99    | 54,21     | 50,06               | 2004 |
| Naixements de mares estrangeres (%)          | 9,38     | 12,66     | 17,37               | 2002 |
| Taxa de migració                             | 23,36    | 23,47     | 16,23               | 2003 |
| Estrangers per nacionalitat (%)              |          |           |                     |      |
| Americana                                    | 5,99     | 6,80      | 6,87                | 2004 |
| Africana                                     | 0,87     | 1,80      | 1,59                | 2004 |
| Asiàtica                                     | 0,57     | 0,44      | 0,63                | 2004 |
| Atur registrat per 100 hab                   | 2,59     | 2,62      | 3,61                | 2003 |
| Evolució atur registrat (%)                  | -0,02    | 0,05      | -0,12               | 2004 |
| Afiliats a la S.S per 1.000 hab              | 439,76   | 346,96    | 445,73              | 2003 |
| Taxa d'activitat femenina                    | 51,55    | 48,89     | 42,59               | 2001 |
| Ocupació (%)                                 |          |           |                     |      |
| Sector agrari                                | 0,67     | 1,05      | 0,80                | 2001 |
| Sector industrial                            | 10,20    | 10,36     | 13,51               | 2001 |
| Sector construcció                           | 5,16     | 7,55      | 9,61                | 2001 |
| Sector serveis                               | 83,96    | 81,04     | 76,08               | 2001 |